# 대한민국 형사소송법 제291조
대한민국 형사소송법 제291조는 증거조사에 대한 형사소송법의 조문이다.

## 조문
제291조(동전) ① 소송관계인이 증거로 제출한 서류나 물건 또는 제272조, 제273조의 규정에 의하여 작성 또는 송부된 서류는 검사, 변호인 또는 피고인이 공판정에서 개별적으로 지시설명하여 조사하여야 한다.
②재판장은 직권으로 전항의 서류나 물건을 공판정에서 조사할 수 있다.
[전문개정 1961.9.1.]

第291條(同前) ① 訴訟關係人이 證據로 提出한 書類나 物件 또는 第272條, 第273條의 規定에 依하여 作成 또는 送付된 書類는 檢事, 辯護人 또는 被告人이 公判廷에서 個別的으로 指示說明하여 調査하여야 한다.
②裁判長은 職權으로 前項의 書類나 物件을 公判廷에서 調査할 수 있다.
[全文改正 1961.9.1.]

## 참고 문헌
- 손동권 신이철, 새로운 형사소송법(초판, 2013), 세창, 2013. ISBN 9788984114081